# 脇町南町

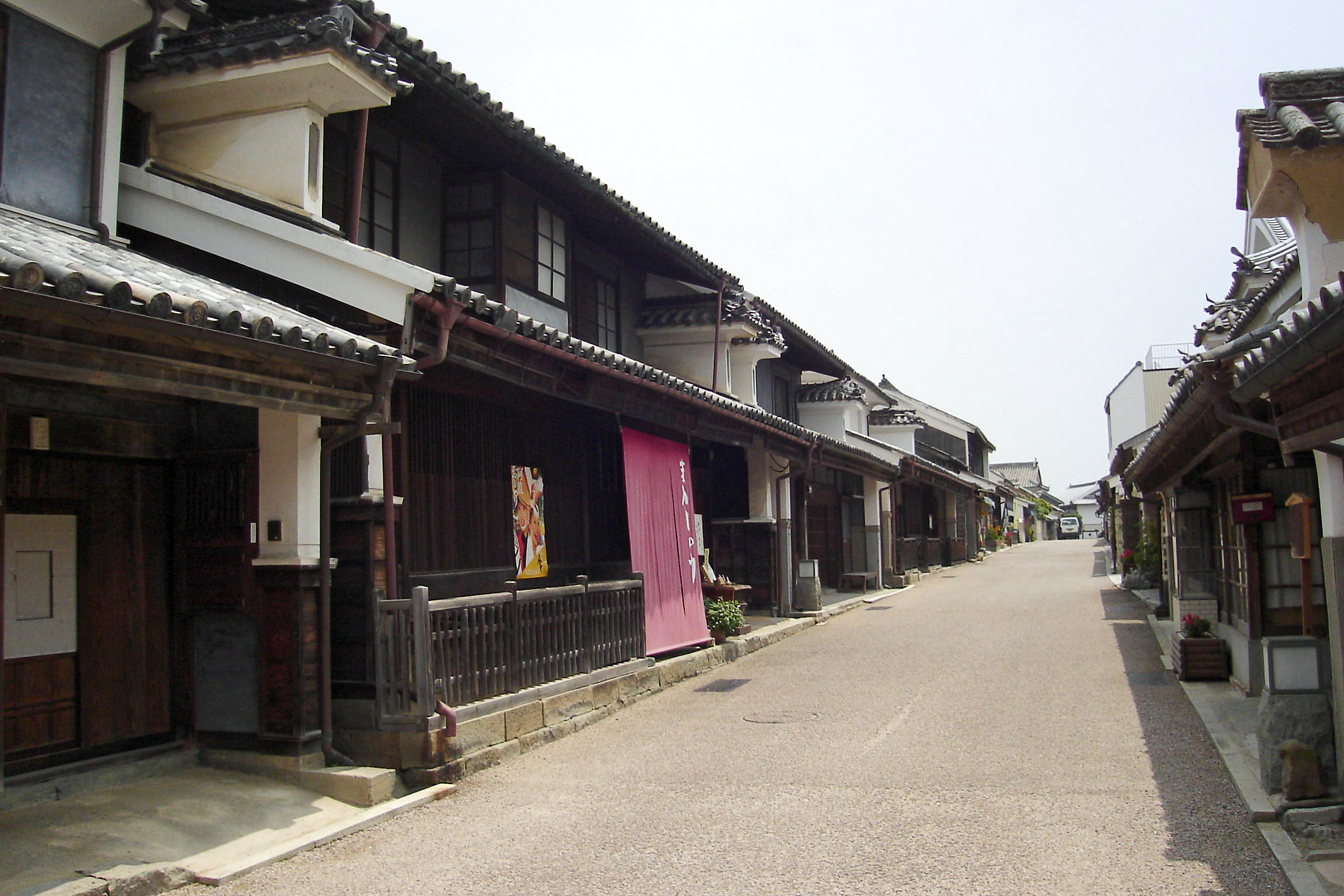
脇町南町（うだつの町並み）

脇町南町（わきまちみなみまち）は徳島県美馬市脇町大字脇町にある名勝。うだつの町並みともよばれる。
四国八十八景8番・とくしま88景・にし阿波お勧めビューポイント100選・都市景観100選・日本の道100選・美しい日本の歴史的風土100選に選定。阿波歴史文化道に指定。国の重要伝統的建造物群保存地区に選定。
「うだつと白壁の町並」で、昭和61年度手づくり郷土賞（人と風土が育てた家並）受賞。平成17年度同賞大賞。

## 概要
脇町南町は、徳島県徳島市から吉野川に沿った上流約40キロメートル上流の山あいの位置にある美馬市内の地区である。
地区内の民家は明治時代頃のものを中心に江戸時代中期〜昭和時代初期の85棟の伝統的建造物が建ち並び、本瓦葺・大壁造の重厚な構えと装飾的な「うだつ」などに特色がみられる。「うだつ（卯建）」とは、二階の外壁面から突き出した屋根の両端に設けられた漆喰塗りの防火用の袖壁のことで、火よけ壁ともよばれる。建ち並ぶ「うだつ」の数は約50個あり、厚い白壁で建ち上げられ、寄せ棟造りで本瓦ぶきの屋根を持ち、鬼瓦を正面に向けた構えとなっている。うだつの町並み全体の建築様式は本瓦ぶきの土蔵造りで、「うだつ」のほかに、格子造り、蔀戸（しとみど）、虫籠窓（むしこまど）がその特徴として挙げられる。
国の重要伝統的建造物群保存地区に選定されており、市では「うだつの町並み」を保存すべく行政と住民が一体となって取り組んでおり、近世・近代の景観がそのまま残されている。

## 歴史
往時脇町の中心は南町で、約430メートルは明治以前の本通りであった。1585年徳島藩主となった蜂須賀家政は、第一家老の稲田植元を阿北の要衝である脇城に入城させて配し、この地域の産業の振興に注力した。家老の稲田は、この地域が舟運の利用に適した吉野川と、北岸にある主要街道で近畿へ通じる撫養街道と、讃岐国に通じる街道が交わるところであることに注目し、各地から商人を集めて阿波藍づくりを奨励し、藍商を中心とした商人の町づくりを図ったといわれている。
江戸時代より通商産業が盛んになり、阿波特産である藍の吉野川中流域の集散地として繁栄。18世紀初頭以降の各時期の民家遺構が多く保存されており、町家の中で最も古いものは1707年（宝永4年）の棟札をもつ。
江戸時代から明治時代中期にかけて、商人は富豪となって、徳島県下では、徳島、鳴門に次ぐ第3の都市として栄えた。こうした豪商たちの屋敷には、家に格式を与えるものとして装飾された「うだつ」が建ち上げられるようになり、本通り沿いに富豪たちの屋敷が建ち並んだ。
明治30年代以降には化学染料により藍作が衰退したが、当時盛んとなった養蚕に伴い繭商や製糸業で賑わう町となった。
1986年（昭和61年）8月10日の道の日に、旧建設省と「道の日」実行委員会により制定された「日本の道100選」に選定され、1988年（昭和63年）12月16日に国の重要伝統的建造物群保存地区に選定された。

## 施設
西から（↑は通りの北側、無印は通りの南側、↑↑は北側でさらに北）
- 未来工房（和傘工房と美馬観光ビューロー本社）
- ↑まひるの月（カフェ・喫茶）
- ワタル珈琲
- 雑貨うだつや
- ↑↑のどけや本館（宿泊所）
- ↑BROMPTONSTATION（自転車のレンタル）
- 小野五平生家
- 心の甘味処ふるる庵
- ↑お茶処 茶里庵（さりあん）
- 吉田家住宅 - 1792年（寛政4年）創業の藍商家。美馬市指定文化財。往時の藍商の暮らしを伝える施設として一般公開されている[5]。
- ↑阿波踊り竹人形の里 時代屋
- PUNTA（イタリア料理）
- ↑油問屋
- 小川鮮魚店
- ↑ペイサージュ モリグチ（宿泊所）
- 共同井戸
- ↑珈琲処 角屋
- ↑正木酒食品店
- ↑元脇町立図書館[7]
- ↑↑脇町郷土資料館[8]
- ↑↑↑うだつ稲荷
- ↑落久保の屋台の収蔵庫
- 野崎呉服店
- ↑うだつ上がる（複合店舗）
- 西野商店米麹部
- →↑脇町劇場（オデオン座）当地の東端から南橋を渡った川の対岸左にあり。

南側
- うだつemon茶房
- 観光交流センター
- 藍蔵（喫茶・みやげもの）
- 船着場公園
- 道の駅藍ランドうだつ

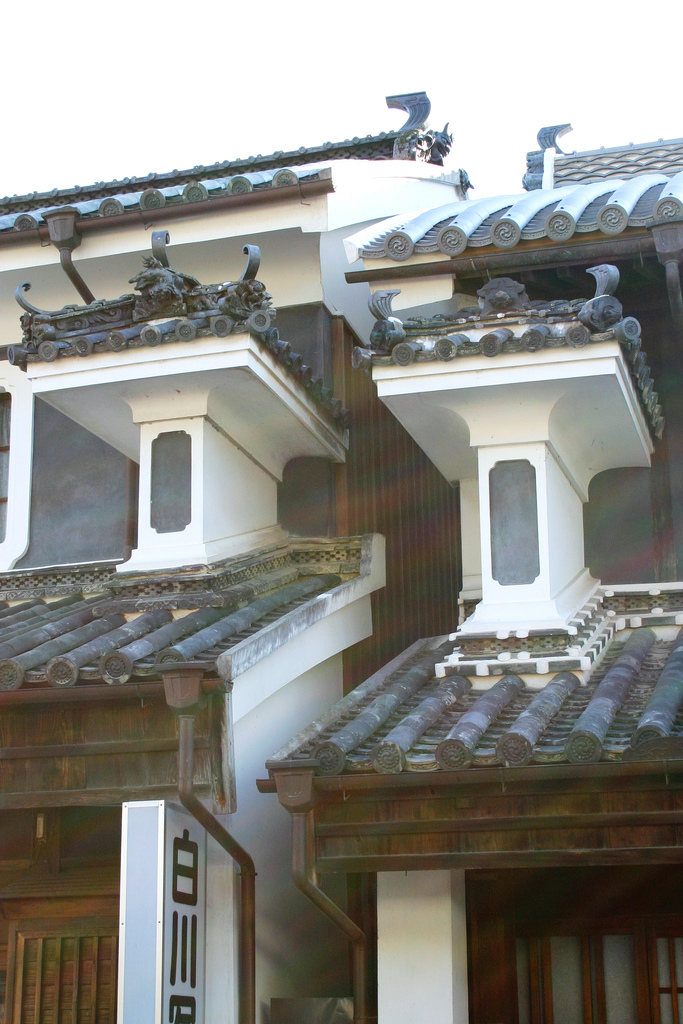
うだつ
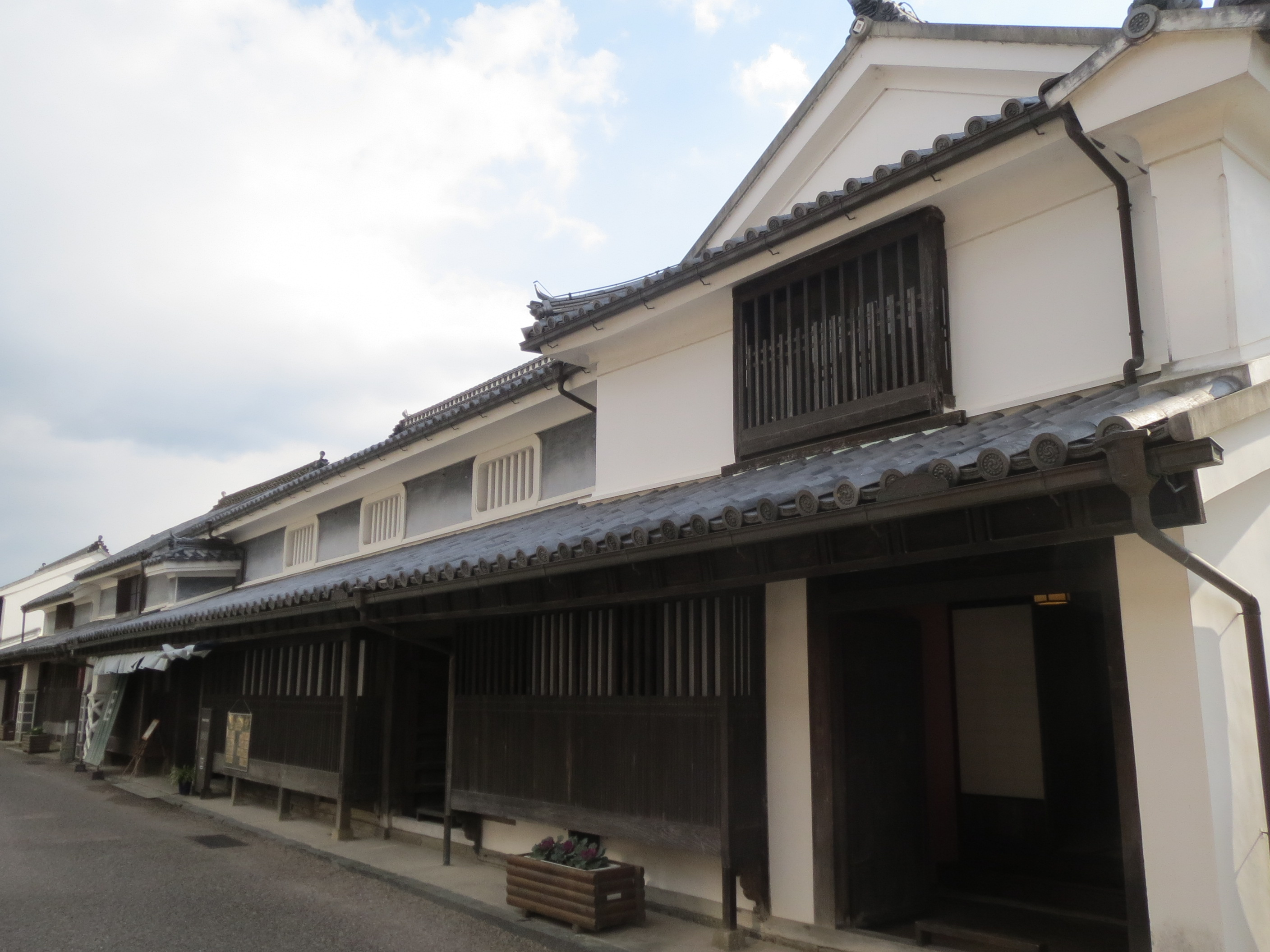
吉田家住宅
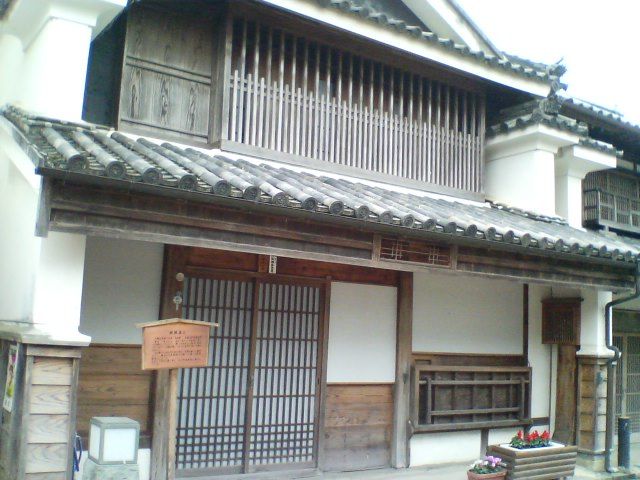
小野五平生家
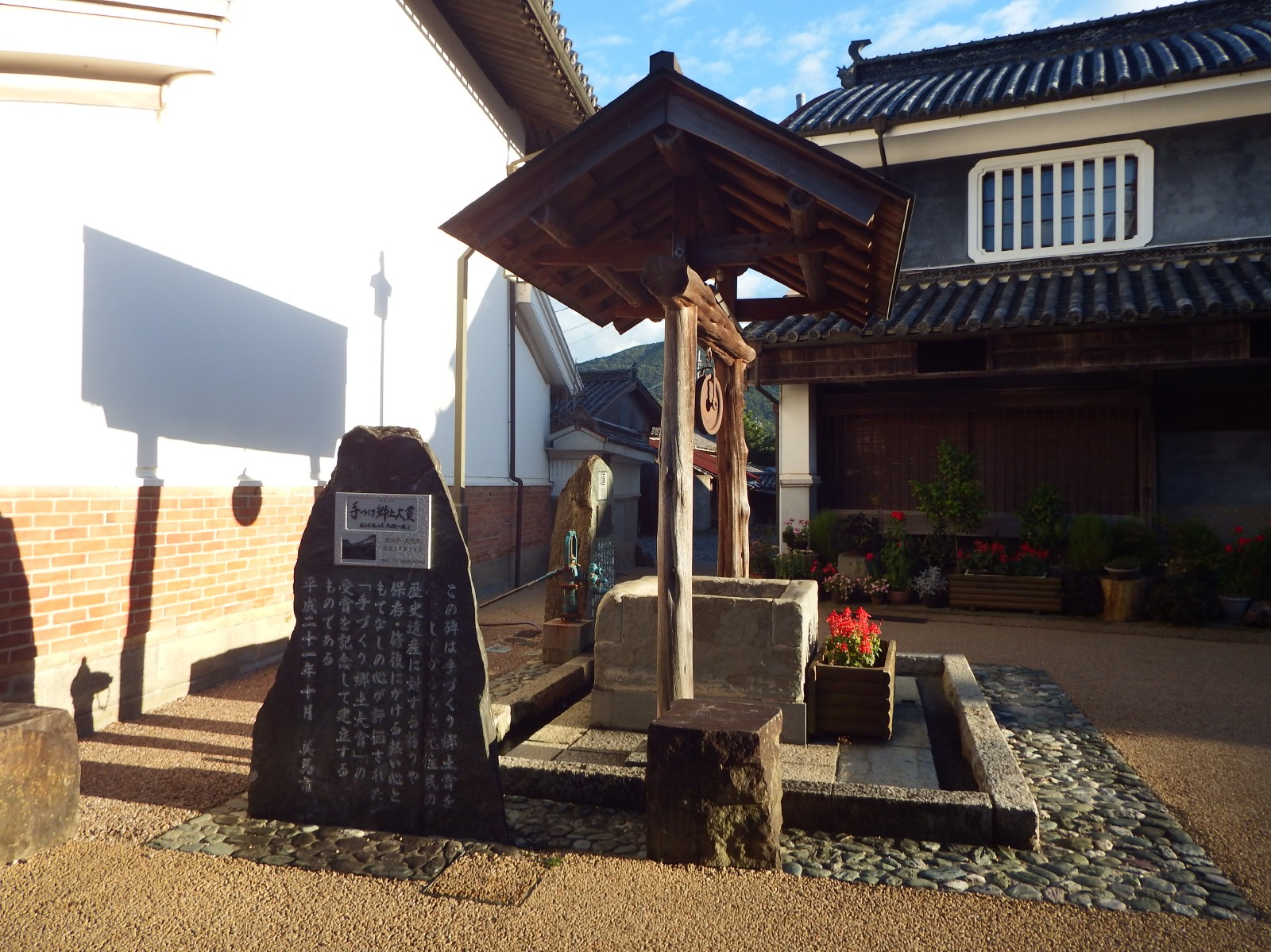
共同井戸
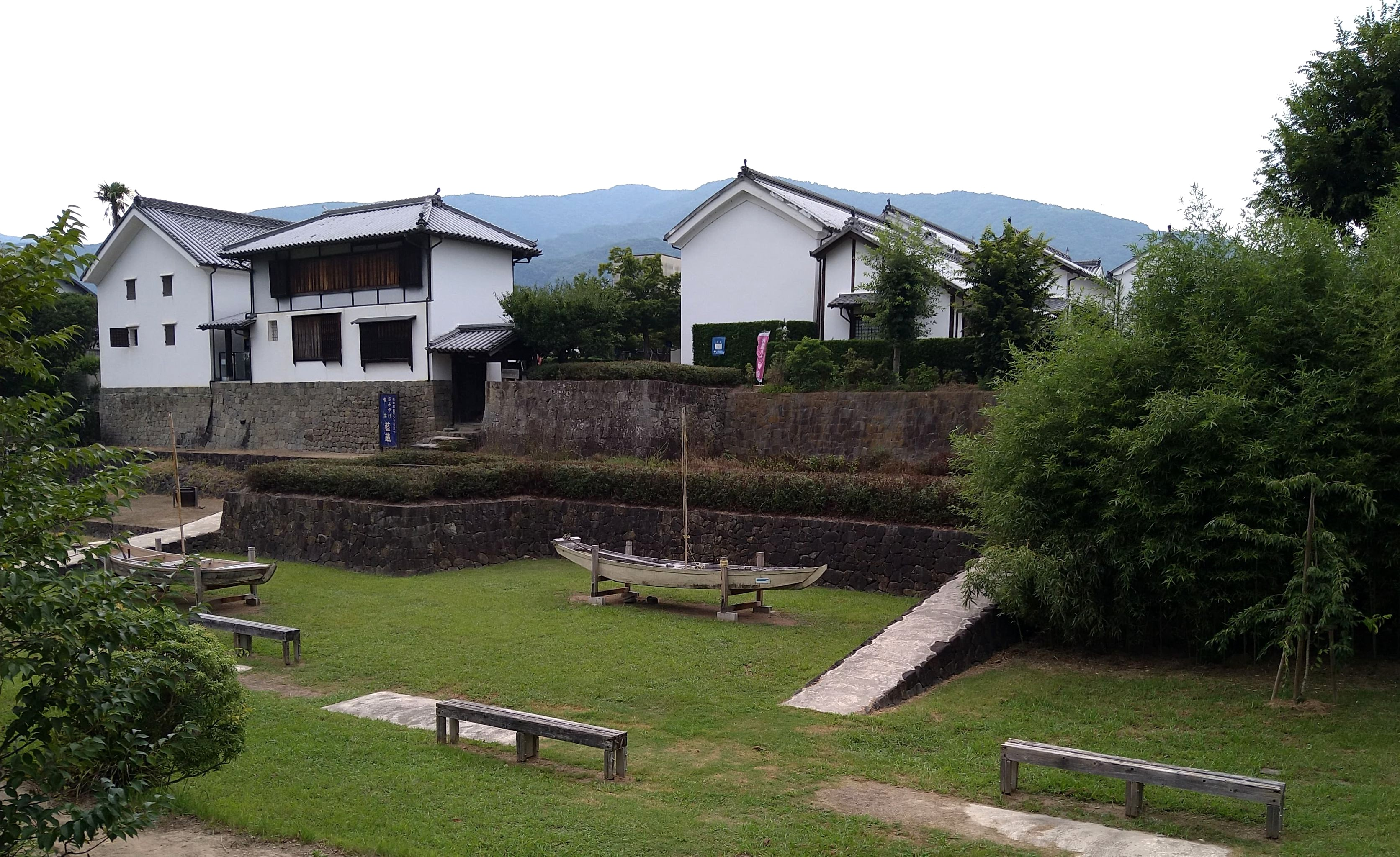
船着き場公園
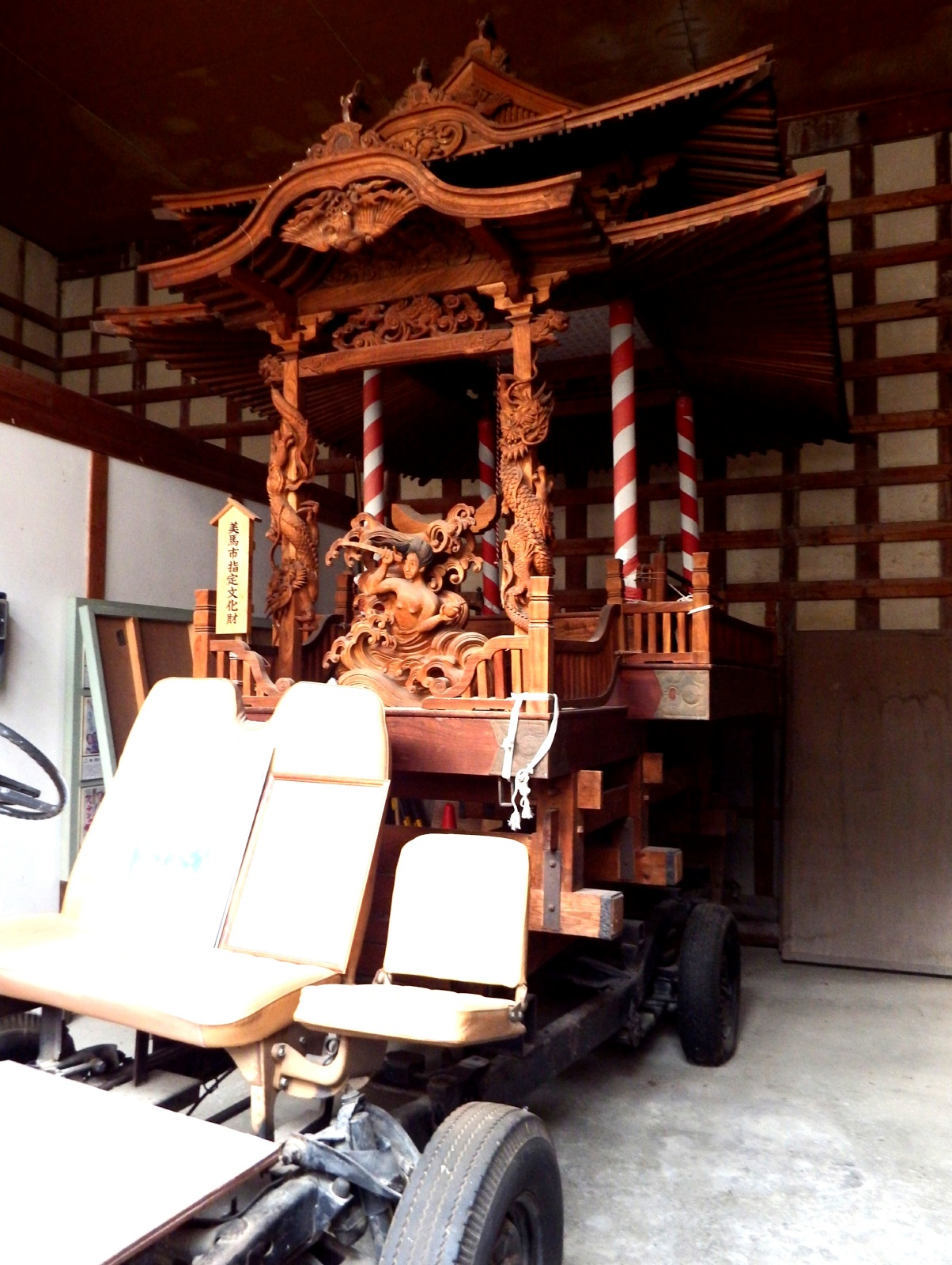
落久保の屋台

## メディア
- 2013年1月18日　BSジャパン 百年の町なみで紹介される。

## 交通
- 徳島自動車道
- JR四国 徳島線 穴吹駅
- 美馬市営バス

## 周辺
- 旧長岡家住宅 - 1735年（享保20年）築の農家、国の重要文化財。徒歩20分。
- 最明寺 - 萩の寺。徒歩20分。
- あんみつ館
- デ・レイケ公園
- 美馬市地域交流センター